# Sgabei
Gli sgabei sono un alimento tipico della Lunigiana. Si tratta di impasto per il pane lievitato, tagliato a strisce, fritto in olio e salato in superficie. Secondo tradizione,  vengono consumati al naturale o farciti con formaggi o affettati. È possibile, inoltre, che lo sgabeo venga proposto come dolce, ripieno di crema pasticcera o cioccolata.

## Origini
La ricetta degli sgabei ha origine nella val di Magra, nell'estremo levante ligure, dove le donne friggevano la pasta avanzata dalla produzione del pane nello strutto per creare una sorta di pane fritto da accompagnare a salumi e formaggi. La pasta del pane veniva arricchita con farina gialla che la rendeva più  croccante e asciutta. Gli sgabei venivano preparati per gli uomini che si recavano al lavoro nei campi e che li consumavano all'ora di pranzo.

## Preparazione contemporanea
Oggi vengono proposti soprattutto in occasione delle sagre paesane o come antipasto o seconda portata in ristoranti e cucine dello spezzino e della Lunigiana.
La forma attuale è in strisce di pasta lievitata della larghezza di 3-4 cm circa e della lunghezza variabile dai 15 ai 30 cm. La frittura avviene in olio d’oliva fino a quando lo sgabeo non diventa caldo e dorato.

## Diffusione

### In Italia settentrionale e centrale
Questo prodotto, con qualche differenza, è diffuso in diverse aree della regione padana e appenninica settentrionale:
- a Massa, in Versilia e in parte della Garfagnana è chiamato panzanella, pur differendo totalmente dalla panzanella toscana, che compare solo da Lucca e Viareggio;
- nel resto della Garfagnana, nella media Val di Serchio, nelle Apuane Meridionali e in Val di Lima è chiamato pasta fritta;
- in Lucchesia, cioè nella Piana di Lucca e nelle colline immediatamente circostanti, in Val Freddana e Pizzorne, è definito quartuccio o ancora pasta fritta;
- in altre zone della Toscana viene chiamato ficattola, nella Provincia di Firenze anche coccolo;
- nell'Emilia, in particolare in provincia di Parma è chiamato torta fritta;
- nelle province di Piacenza, Reggio Emilia e Modena gnocco fritto;
- a Bologna è la crescentina fritta;
- in Romagna è chiamato piada fritta;
- a Mantova e Ferrara lo chiamano Pinsin;
- a Carbonate, nel comasco, gli sgabei sono il prodotto tipico in occasione della festa patronale[4][5].
- a Fosdinovo, in provincia di Massa-Carrara, gli sgabei sono il prodotto tipico servito durante l'annuale festival della Resistenza, Fino al Cuore della Rivolta.

### Nel resto d'Italia e all'estero
- A Napoli esistono le pizzelle, dette anche scugnizzi o straccetti nella versione che viene ricavata dallo sfrido dell’impasto della pizza. Di questi ultimi esiste la versione salata, solitamente condita con rucola e pomodorini, e quella dolce gli “angioletti”, immersi in crema di nocciola o pistacchio e spolverati di zucchero a velo. Le pizzelle includono svariati tipi di pasta cresciuta, più soffice e leggera di quella della pizza e possono essere servite in bianco con un po' di sale o zucchero, o accompagnare salumi e formaggi, oppure condite con una salsa di pomodoro, basilico e aglio precedentemente cotta e del formaggio a scaglie o grattugiato e/o una fettina di fiordilatte o provola. In questo caso assumono la denominazione di montanare di cui esiste una versione anche prima fritta e poi passata in forno.
- In Abruzzo si prepara la pizza fritta, anche chiamata in dialetto la pizz’onta (pizza unta), per sottolineare che si tratta di una pizza che va fritta in abbondante olio.

Un tempo venivano mangiate al naturale con una spolverata di sale o di zucchero.
Oggi le pizz’onte vengono accoppiate con i classici arrosticini o farcite con salumi e formaggi tipici abruzzesi.
- In Uruguay e Argentina, la cui popolazione ha storicamente avuto un enorme contributo migratorio italiano, vi è un prodotto molto simile, chiamato torta frita. Secondo la tradizione, nelle zone rurali, il pane veniva cotto in forni di argilla situati al di fuori delle case, per cui risultava impossibile farlo in giorni piovosi. Pertanto la stessa pasta del pane veniva fritta in sego bovino, in forza alla tradizione bovara di entrambi i paesi, all'interno delle case come un sostituto. Questa tradizione è conservata oggi e sempre, soprattutto in inverno, le persone preparano tortas fritas per 'accompagnare' il mate, mattina o pomeriggio. Le tortas fritas sono spesso consumati con Dulce de Leche o semplicemente spruzzate di zucchero.

- A Pisa vi è l'unica "sgaberia" d'Italia, Mr. Sgabeo, locale fondato nel 2010 dai fratelli Marconcini a ridosso dei Bagni di Nerone in via Carlo Fedeli.